# Azergues
L'Azergues est une rivière française, affluent en rive droite de la Saône qui coule dans le département du Rhône, en région Auvergne-Rhône-Alpes, et traverse les monts du Beaujolais.

## Étymologie
Le nom d'Azergues peut avoir plusieurs origines :
- de l'association des noms de deux ruisseaux l'« Aze » et l'« Ergues » qui se rejoignent pour former l'Azergues sur la commune de Saint-Nizier-d'Azergues[4] ;
- du suffixe latin as / ens comme dans confluens : l'Azergues se jette dans la Saône à Anse[5];
- de l'arabe "azrag" et de sa déformation "azerga" qui veut dire "bleue", nom possiblement donné lors du passage et de la possible installation de sarrasins en 734 dans la région[6].

## Géographie
La longueur de son cours est de 62,4 km.
L'Azergues possède deux sources, la première, l'Aze,  située sur le territoire de la commune de Chénelette, la seconde, l'Ergues, à Poule-les-Écharmeaux à 650 m d'altitude au sud de la roche d'Ajoux (970 m), toutes deux dans les monts du Beaujolais, chacune donnant naissance à un cours d'eau appelé Azergues. Le Service d'administration nationale des données et référentiels sur l'eau (SANDRE) considère que la branche principale est celle de Chénelette, la seconde étant affluent de la première sous le nom de "ruisseau l'Azergues". 
Dès le départ, la rivière adopte une direction sud-sud-est assez rectiligne mais obliquant progressivement vers le plein sud-est. Arrivée au niveau de la localité de Lozanne, elle effectue un changement radical d'orientation, et prend désormais la direction du nord. 
Elle conflue en rive droite dans la Saône à Anse, à 170 m d'altitude, à six kilomètres au sud (en aval) de Villefranche-sur-Saône.

### Communes et cantons traversés
Dans le seul département du Rhône, l'Azergues traverse les vingt-sept communes suivantes, dans cinq cantons et de l'amont vers aval, de Poule-les-Écharmeaux (source), Claveisolles, Saint-Nizier-d'Azergues, Lamure-sur-Azergues, Grandris, Chambost-Allières, Saint-Just-d'Avray, Chamelet, Létra, Ternand, Saint-Laurent-d'Oingt, Le Bois-d'Oingt, Légny, Le Breuil, Chessy, Châtillon, Charnay, Belmont-d'Azergues, Lozanne, Civrieux-d'Azergues, Chazay-d'Azergues, Marcilly-d'Azergues, Morancé, Les Chères, Lucenay, et Anse (confluence avec la Saône).
Soit en termes de cantons, l'Azergues prend ses sources dans le canton de Tarare, traverse les cantons de Thizy-les-Bourgs et du Bois-d'Oingt et conflue dans le canton d'Anse, en face du canton de Trévoux.

### Toponymes
L'Azergues a donné son hydronyme aux six communes suivantes de Saint-Nizier-d'Azergues, Lamure-sur-Azergues, Belmont-d'Azergues, Civrieux-d'Azergues, Chazay-d'Azergues, Marcilly-d'Azergues.

### Bassin versant
L'Azergues traverse cinq zone hydrographiques U460, U461, U462, U463, U464 pour une superficie totale de 886 km2 de superficie. Ce bassin versant est constitué à 61,19 % de « territoires agricoles », à 32,27 % de « forêts et milieux semi-naturels », à 6,47 % de « territoires artificialisés », à 0,04 % de « surfaces en eau ».

### Organisme gestionnaire
L'organisme gestionnaire est le SMBVA ou Syndicat mixte du bassin versant de l'Azergues, situé à Ambérieux

## Affluents
L'Azergues a trente-six affluents contributeurs dont :
- Le Soanan (rd[note 2]), 20,4 km, au lieu-dit les Ponts-Tarrets à Légny
- La Brévenne (rd), 39 km, au Pont de Dorieux en amont de Lozanne de rang de Strahler quatre.
  - La Turdine, 28,7 km, affluent de la Brévenne

### Rang de Strahler
Donc le rang de Strahler de l'Azergues est de cinq par la Brévenne.

## Hydrologie
Son régime hydrologique est dit pluvial.

### L'Azergues à Lozanne
Le débit de l'Azergues a été observé sur une période de 44 ans (1965-2008), à Lozanne, ville du département du Rhône située à moins de quinze kilomètres de son confluent avec la Saône à Anse. Le bassin versant de la rivière y est de 792 km2, ce qui représente plus de 96 % de la totalité de ce bassin.
Le module de la rivière est de 7,49 m3/s.
L'Azergues présente des fluctuations saisonnières de débit assez importantes. Les hautes eaux se situent en automne et au printemps, et portent le débit mensuel moyen à un niveau de 9,12 à 12,7 m3/s, de novembre à avril inclus (avec un premier sommet en décembre et un second en février), et des basses eaux d'été, de juillet à septembre, avec une baisse du débit mensuel moyen jusqu'au niveau de 1,87 m3/s au mois d'août.

### Étiage ou basses eaux
Aux étiages, le VCN3 peut chuter jusqu'à 0,21 m3/s en cas de période quinquennale sèche.

### Crues
D'autre part les crues de l'Azergues peuvent être importantes. Les QIX 2 et QIX 5 valent respectivement 110 et 170 m3/s. Le QIX 10 se monte à 210 m3/s, et le QIX 20 en vaut 230 m3/s. Quant au QIX 50, il est de 290 m3/s.
Le débit instantané maximal enregistré a été de 495 m3/s le 17 mai 1983, tandis que la valeur journalière maximale était de 251 m3/s le 2 décembre 2003. Si l'on compare la première de ces valeurs (495 m3/s) à l'échelle des QIX de la rivière, cette crue était très largement supérieure au QIX 50, et donc tout à fait exceptionnelle.
À titre de comparaison, le QIX 10 de l'Eure à Louviers vaut 96 m3/s, tandis que son QIX 50 est de 130 m3/s. On remarque ainsi que le QIX 10 comme le QIX 50 de l'Azergues, petite rivière dotée d'un petit bassin de 792 km2, sont de plus du double de ceux de l'Eure, alors que le bassin versant de ce dernier est plus de cinq fois plus étendu.

### Lame d'eau et débit spécifique
La lame d'eau écoulée dans le bassin de l'Azergues se monte à 300 millimètres annuellement, ce qui est un peu inférieur à la moyenne d'ensemble de la France, mais nettement inférieur à la moyenne de la totalité du bassin du Rhône (670 millimètres/an à Valence) comme de la Saône (501 millimètres/an à Lyon). Le débit spécifique (ou Qsp) est de 9,5 litres par seconde et par kilomètre carré de bassin.